# Maikkula
Maikkula (en finnois : Maikkulan kaupunginosa) est  un  quartier du district de Maikkula de la ville d'Oulu en Finlande.

## Description
Le quartier compte 3 488 habitants (31.12.2018).

## Galerie

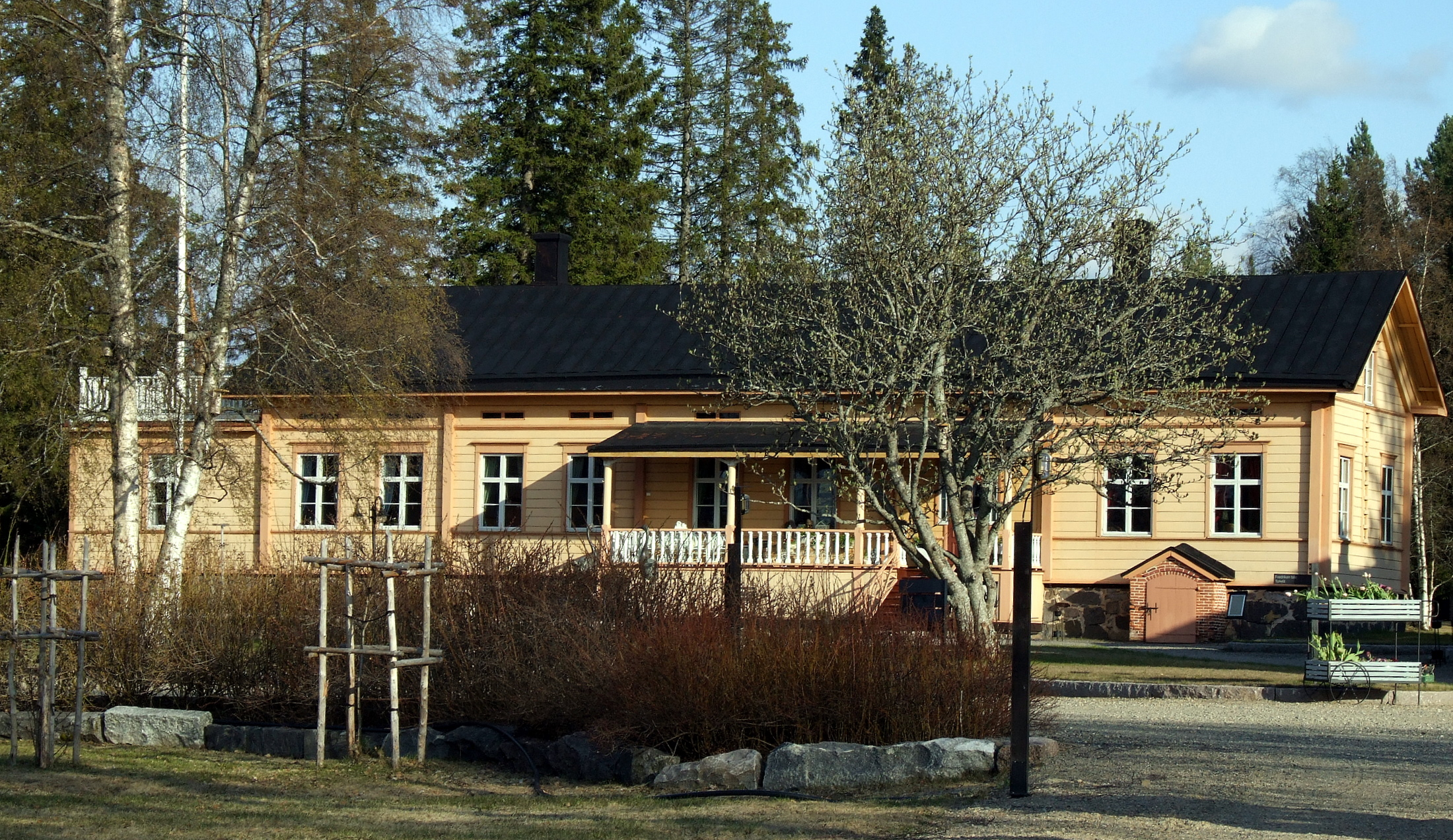
Manoir de Maikkula.
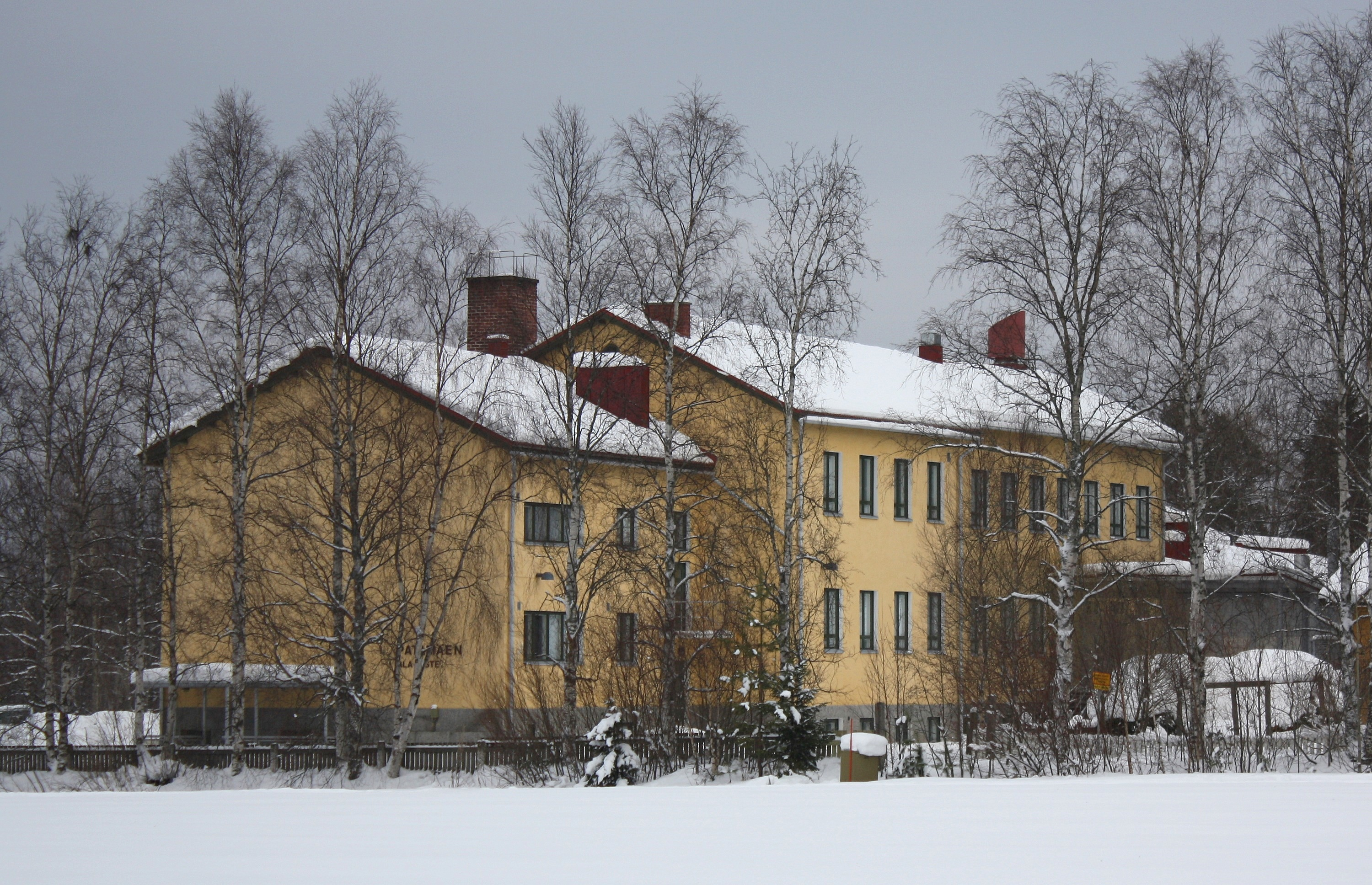
École de Patamaki.
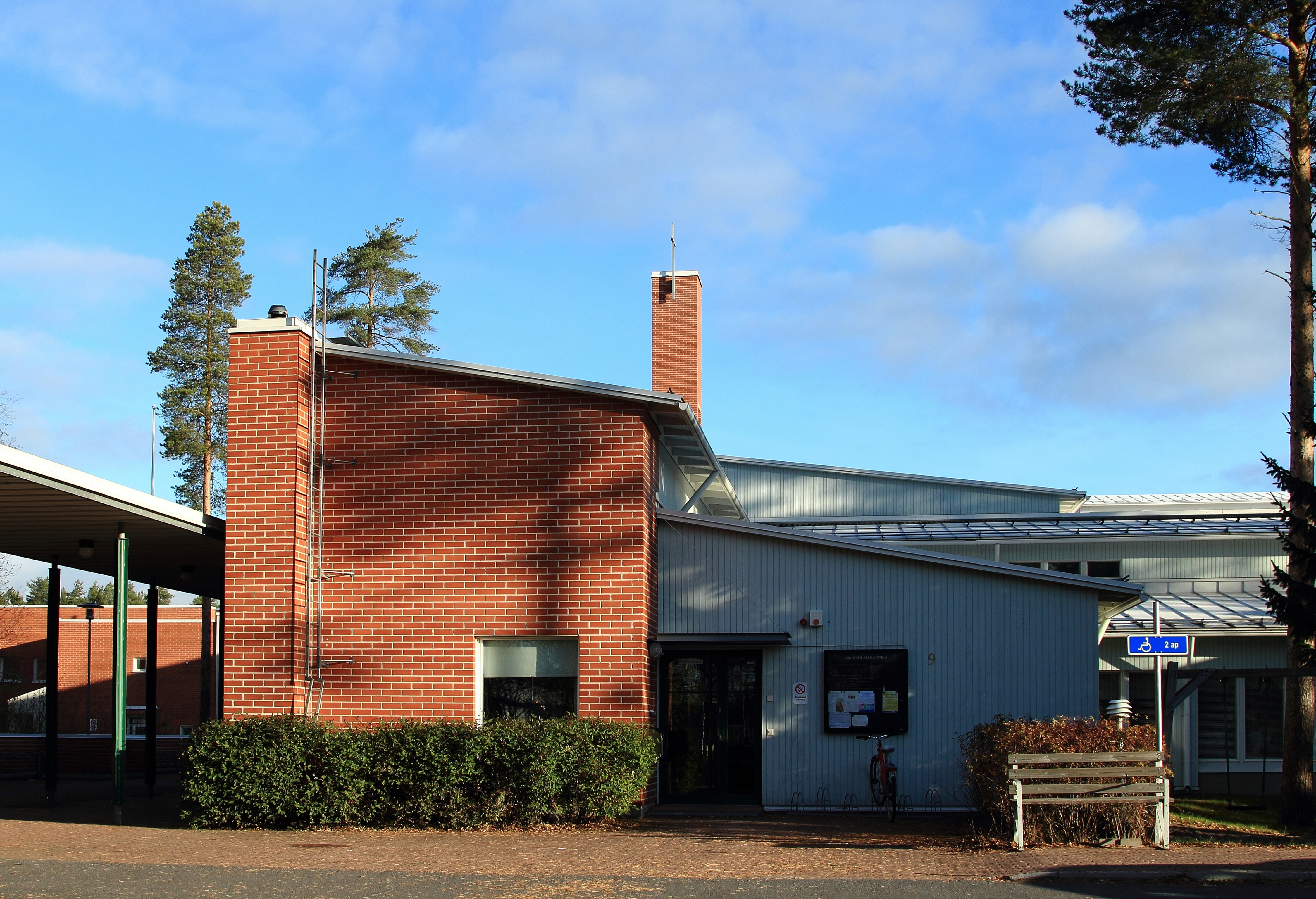
Chapelle de Maikkula.